# Ambinanindrano (Ambositra)
Ambinanindrano è una città e comune del Madagascar situata nel distretto di Ambositra, regione di Amoron'i Mania. 
La popolazione del comune rilevata nel censimento 2001 era pari a 20 690 unità.